# 동대항
동대항은 경상남도 남해군 창선면 동대리, 동대마을 인근에 있는 어항이다. 2002년 8월 6일 어촌정주어항으로 지정하여 관리하고 있다. 시설관리자는 남해군수이다.

## 어항 연혁
- 산두곡이라는 고개가 있는데 이 고개를 중심으로 동쪽 뜸을 동한재 동대(東大)라 불렸다고 한다.

## 어항 시설
- 선착장 L=148m, B=4.0m

## 주요 어종
- 도다리, 노래미, 볼락, 낙지, 주꾸미, 장어 등